# 菅野秀次郎
菅野 秀次郎（すがの ひでじろう、1892年3月10日 - 1977年4月7日）は、日本の経営者。三重県上野市（現在の伊賀市）出身。

## 経歴
1917年に東京帝国大学法学部独法科を卒業し、同年に住友総本店に入社。1948年に住友本社清算人となり、住友不動産で社長、常務監査役を歴任した。
1977年4月7日、心不全のために死去。85歳没。